# Landsjaftnyj Zakaznik Vydritsa
Landsjaftnyj Zakaznik Vydritsa (ryska: Ландшафтный Заказник Выдрица) är ett naturreservat i Belarus.   Det ligger i voblasten Homels voblast, i den centrala delen av landet, 190 km sydost om huvudstaden Minsk.
I omgivningarna runt Landsjaftnyj Zakaznik Vydritsa växer i huvudsak blandskog. Runt Landsjaftnyj Zakaznik Vydritsa är det ganska tätbefolkat, med 54 invånare per kvadratkilometer.